# 넙도국민학교 죽굴도분실
넙도국민학교 죽굴도분실은 대한민국 전라남도 완도군 노화읍 방서리에 있었던 국민학교 분실이다.

## 연혁
- 일자미상 넙도국민학교 죽굴도분실 개설 인가
- 1972년 2월 16일 죽굴도분실 개설
- 1972년 2월 16일 도서벽지학교 '을'급 지정
- 1986년 1월 1일 도서벽지학교 '나'급 조정
- 1987년 9월 16일 폐실 및 넙도국민학교 통폐합